# Podsavezna nogometna liga Banja Luka 1952./53.
Podsavezna nogometna liga Banja Luka, također i kao "Banjalučka podsavezna liga" bila je liga drugog stupnja nogometnog prvenstva Jugoslavije u sezoni 1952./53. 
 Sudjelovalo je 8 klubova, a prvak je bio "Borac" iz Banja Luke. 

## Formiranje lige
- I. grupa (2): Borac (Banja Luka) i Željezničar (Banja Luka)
- II. grupa (2): Borac (Bosanska Dubica), Mladost (Prijedor), Sloboda (Bosanski Novi) i Rudar (Ljubija)
- III. grupa (1): Jedinstvo (Bihać)
- IV. grupa (1): Kozara (Bosanska Gradiška)
- Poslije kvalifikacija (2): Sloboda (Bosanski Novi) i Rudar (Prijedor)

### Kvalifikacije za ulazak u ligu
| Sloboda (Bos. Novi) | – | Jedinstvo (Prnjavor) | 5:1 | 1:1 |
| Rudar (Ljubija)     | – | Kazaz (Banja Luka)   | ?   | 2:1 |

## Ljestvica
| mj. | klub                   | ut. | pob. | ner. | por. | gol+ | gol- | bod |
| --- | ---------------------- | --- | ---- | ---- | ---- | ---- | ---- | --- |
| 1.  | Borac Banja Luka       | 14  | 11   | 0    | 3    | 36   | 17   | 22  |
| 2.  | Sloboda B. Novi        | 14  | 6    | 3    | 5    | 25   | 17   | 15  |
| 3.  | Mladost Prijedor       | 14  | 7    | 1    | 6    | 24   | 22   | 15  |
| 4.  | Rudar Ljubija          | 14  | 6    | 1    | 7    | 19   | 23   | 13  |
| 5.  | Jedinstvo Bihać        | 14  | 5    | 3    | 6    | 19   | 24   | 13  |
| 6.  | Kozara B. Gradiška     | 14  | 4    | 4    | 6    | 21   | 24   | 12  |
| 7.  | Borac B. Dubica        | 14  | 6    | 0    | 8    | 22   | 30   | 12  |
| 8.  | Željezničar Banja Luka | 14  | 4    | 2    | 8    | 16   | 25   | 10  |

- Viši rang:
  - Borac (Banja Luka) je igrao u kvalifikacijama za republičkog prvaka – uspio i ulazak u Prvu saveznu ligu – nije uspio. Naredne sezone u obnovljenoj jedinstvenoj Republičkog ligi.
  - Sloboda (Bosanski Novi) i Mladost (Prijedor) su se plasirali u obnovljenu jedinstvenu republičku ligu

- Ispali:
  - nitko

- Novi članovi:
  - Radnički (Banja Luka), Mladost (Kotor Varoš), Podgrmeč (Sanski Most) i Jedinstvo (Prnjavor)

- Napomena:
  - Željezničar (Banja Luka) je za narednu sezonu promijenio ime u Radnički)

Utakmice Kozare
- Kozara – Željezničar 5:1
- Mladost – Kozara 2:0
- Kozara – Rudar 0:2
- Kozara – Borac (BL) 1:2
- Jedinstvo – Kozara 1:1
- Kozara – Borac (BD) 4:3
- Sloboda – Kozara 4:0
- Željezničar – Kozara 2:2
- Kozara – Mladost 1:1
- Rudar – Kozara 1:0
- Borac (BL) – Kozara 3:1
- Kozara – Jedinstvo 2:1
- Borac (BD) – Kozara 1:4
- Kozara – Sloboda 0:0

## Završnica Republičkog prvenstva
| mj.     | klub             | ut. | pob. | ner. | por. | gol+ | gol- | bod |
| ------- | ---------------- | --- | ---- | ---- | ---- | ---- | ---- | --- |
| 1.      | Borac Banja Luka | 6   | 3    | 3    | 0    | 15   | 6    | 9   |
| 2.      | Željezničar      | 6   | 2    | 3    | 1    | 17   | 8    | 7   |
| 3.      | Jedinstvo Brčko  | 6   | 3    | 1    | 2    | 12   | 15   | 7   |
| 4.      | Leotar Trebinje  | 6   | 0    | 1    | 5    | 7    | 22   | 1   |
| Izvori: |                  |     |      |      |      |      |      |     |

- Borac (Banja Luka) je sudjelovao u kvalifikacijama za popunu Prve savezne lige – nije uspio. Kvalificirao se u obnovljenu Drugu saveznu ligu.
- Željezničar (Sarajevo) je igrao u kvalifikacijama za popunu Druge savezne lige – uspio.